# 格羅佩尼鄉

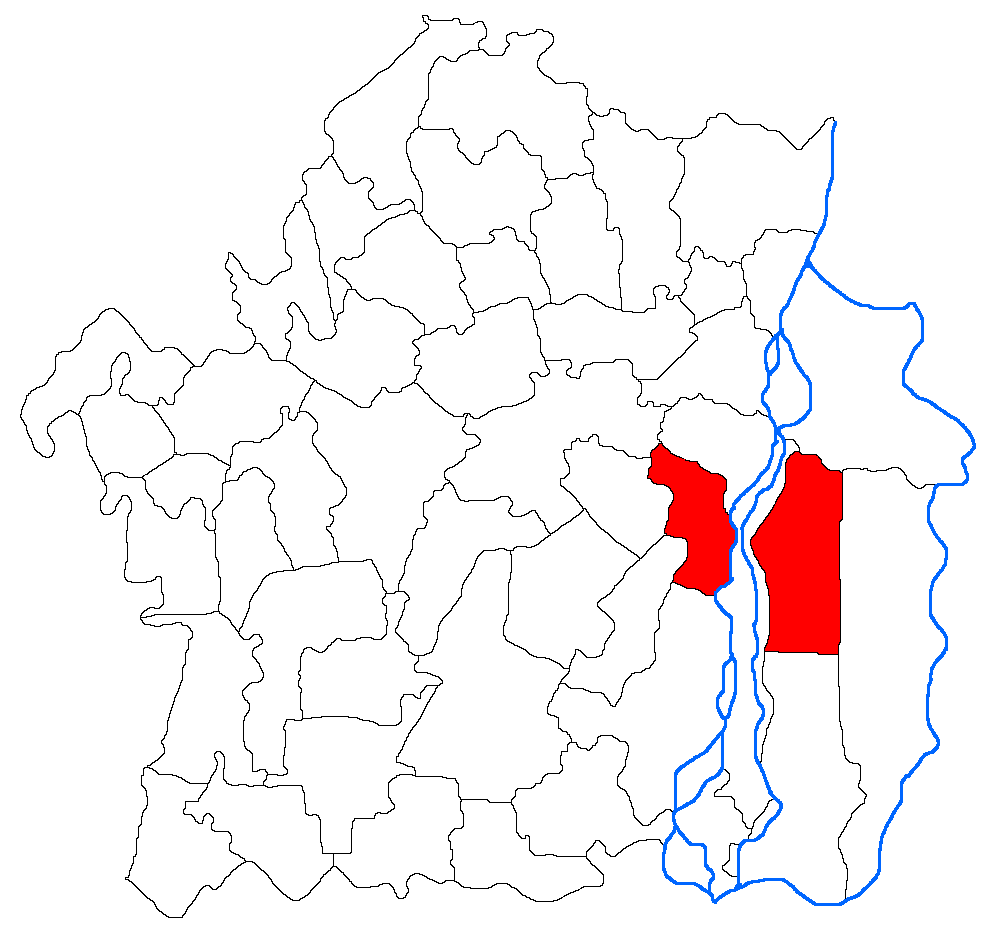
在布勒伊拉县的位置

格羅佩尼鄉（羅馬尼亞語：Comuna Gropeni, Brăila），是羅馬尼亞的鄉份，位於該國東南部，由布勒伊拉縣負責管轄，面積74平方公里，海拔高度13米，2007年人口3,356，人口密度每平方公里45人。